# Julia Uceda Valiente
Julia Uceda Valiente (Sevilla, Espanya, 22 d'octubre de 1925 - Ferrol, 21 de juliol de 2024) fou una professora, assagista i poetessa guardonada amb el Premi Nacional de Poesia 2003 per En el viento, hacia el mar. Es va llicenciar en Filosofia i Lletres a la Universitat Hispalense, on també va obtenir el Doctorat, amb una tesi sobre el poeta José Luis Hidalgo.

## Biografia
Va exercir a la Universitat de Cadis fins a 1965, quan es traslladà als Estats Units, on va residir fins a 1973. Passà a continuació tres anys més a Irlanda, fins que en va tornar, el 1976. Va exercir la docència tant a la Universitat Estatal de Michigan com a la Universitat de Sevilla.
Els últims anys va viure a la vall ferrolano de Serantes.

## El reconeixement
Va ser nomenada filla adoptiva de la ciutat de Ferrol i filla predilecta d'Andalusia en 2005. A Sevilla han donat el seu nom a una biblioteca pública.
Era membre de la Real Academia Sevillana de las Buenas Letras i de l'Asociación Internacional de Hispanistas.
Va guanyar, entre altres:
- El Premi de la Crítica de Poesií Castellana (2006).
- El Premi Nacional de Poesia d'Espanya (2003), per la publicació de En el viento, hacia el mar (antologia de les seves obres completes).
- Accèssit del Premio Adonáis de Poesía amb el poemari Extraña juventud.

La seva obra ha estat traduïda a diversos idiomes com el portuguès, anglès, xinès i hebreu.
El president dels crítics literaris espanyols, Miguel García-Posada, va assenyalar Julia Uceda com una de les més brillants autores que ha donat la llengua espanyola.
El seu poemari Hablando con un haya, editat el 2010, ha estat molt elogiat per part de la crítica hispana.

## Obres
- Escrito en la corteza de los árboles (2013).
- Hablando con un haya (2010).
- Zona desconocida (2007).
- En el viento, hacia el mar (2003).
- Los muertos y evolución del tema de la muerte en la poesía de José Luis Hidalgo (1999).
- Del camino de humo (1994).
- Poesía (1991).
- Viejas voces secretas de la noche (1982).
- En elogio de la locura (1980).
- Campanas en Sansueña (1977).
- Poemas de Cherry Lane (1968).
- Sin mucha esperanza (1966).
- Extraña juventud (1962).
- Mariposa en cenizas (1959).